# Chavanod
Chavanod ist eine französische Gemeinde im Département Haute-Savoie in der Region Auvergne-Rhône-Alpes.

## Geographie
Chavanod liegt auf 508 m, etwa sieben Kilometer westlich der Stadt Annecy (Luftlinie). Das ehemalige Bauerndorf erstreckt sich westlich des Beckens von Annecy im Alpenvorland auf einem Plateau rund 100 m über dem Tal des Fier, gegenüber von Lovagny.
Die Fläche des 13,36 km² großen Gemeindegebiets umfasst einen Abschnitt des Genevois. Die nördliche Grenze verläuft teils am Hang unterhalb von Chavanod, teils im Tal des Fier. Dieser fließt hier von Osten nach Westen, abwechslungsweise in einem flachen Talboden und in tief eingeschnittenen Felsschluchten (Gorges du Fier). Von Süden mündet der Ruisseau du Marais de l’Aile, ebenfalls tief in das Plateau eingesenkt, in den Fier. Vom Tal des Fier erstreckt sich das Gemeindeareal südwärts auf die angrenzenden, nur wenig reliefierten Plateaus (durchschnittlich 510 m). Mit 624 m wird auf der Höhe westlich von Montagny-les-Lanches die höchste Erhebung von Chavanod erreicht.
Zu Chavanod gehören neben dem eigentlichen Ortskern auch mehrere Weilersiedlungen und Gehöfte, darunter: 
- Belleville (405 m) im Taleinschnitt des Ruisseau du Marais de l’Aile
- Champanod (520 m) am südlichen Talhang des Ruisseau du Marais de l’Aile
- Corbier (525 m) auf dem Plateau südlich des Val de Fier
- Maclamod (506 m) auf dem Plateau südlich des Val de Fier

Nachbargemeinden von Chavanod sind Lovagny und Poisy im Norden, Cran-Gevrier und Seynod im Osten, Montagny-les-Lanches im Süden sowie Marcellaz-Albanais und Étercy im Westen.

## Geschichte
Das Gemeindegebiet von Chavanod war bereits im Neolithikum besiedelt. Chavanod wird im frühen 15. Jahrhundert erstmals urkundlich erwähnt. Der Ortsname geht auf das altfranzösische Wort chavane (kleines Haus) zurück.

## Sehenswürdigkeiten
Die Dorfkirche von Chavanod wurde im 19. Jahrhundert im Stil der Neugotik errichtet. In Champanod steht die Kapelle Notre-Dame-des-Laboureurs. Von den profanen Bauwerken sind das Château de la Croix und die Burgruine Chavaroche zu erwähnen.

## Bevölkerung
| Jahr                       | 1946 | 1954 | 1962 | 1968 | 1975 | 1982 | 1990 | 1999 | 2006 | 2012 | 2018 |
| Einwohner                  | 564  | 615  | 587  | 664  | 1019 | 1254 | 1489 | 1883 | 2135 | 2318 | 2682 |
| Quellen: Cassini und INSEE |      |      |      |      |      |      |      |      |      |      |      |

Mit 3024 Einwohnern (Stand 1. Januar 2022) gehört Chavanod zu den mittelgroßen Gemeinden des Département Haute-Savoie. Im Verlauf des 19. und 20. Jahrhunderts nahm die Einwohnerzahl aufgrund starker Abwanderung kontinuierlich ab (1901 wurden in Chavanod noch 726 Einwohner gezählt). Seit Mitte der 1960er Jahre wurde jedoch dank der Nähe zu Annecy wieder eine markante Bevölkerungszunahme verzeichnet.

## Wirtschaft und Infrastruktur
Chavanod war bis weit ins 20. Jahrhundert hinein ein vorwiegend durch die Landwirtschaft geprägtes Dorf. Heute gibt es verschiedene Betriebe des Klein- und Mittelgewerbes (unter anderem ein Bauunternehmen). Ansonsten hat sich das Dorf zu einer Wohngemeinde entwickelt. Viele Erwerbstätige sind Wegpendler, die im Raum Annecy ihrer Arbeit nachgehen.
Die Ortschaft liegt abseits der größeren Durchgangsstraßen, ist aber von der Departementsstraße D16, die von Annecy nach Rumilly führt, leicht zu erreichen. Weitere Straßenverbindungen bestehen mit Étercy, Montagny-les-Lanches und Lovagny. Der nächste Anschluss an die Autobahn A41 befindet sich in einer Entfernung von rund 10 km.

## Persönlichkeiten
- François Belleville (1860–1912), römisch-katholischer Ordensgeistlicher und Apostolischer Vikar von Süd-Tonking